# Perć Akademików

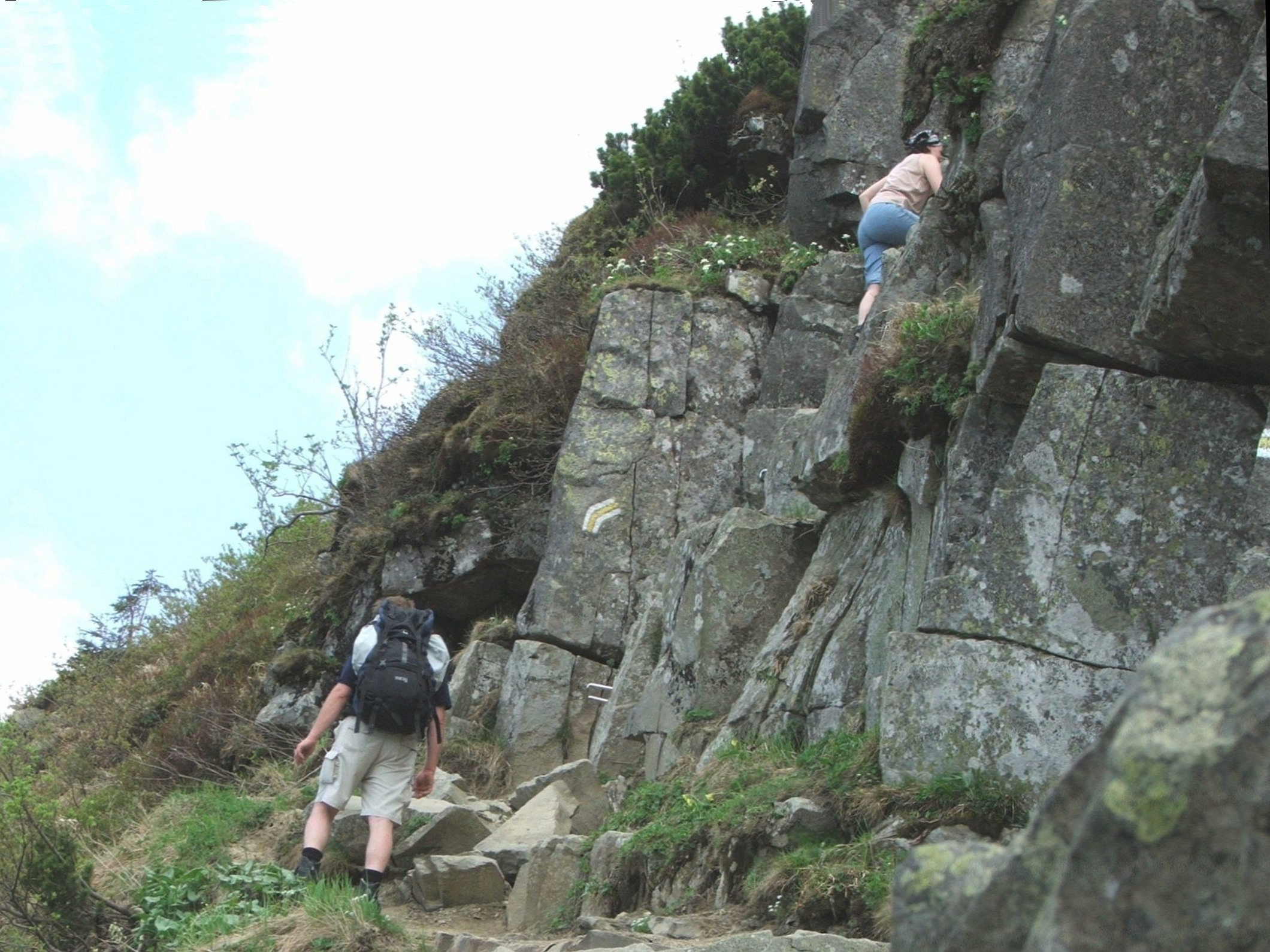
Przejście Percią Akademików

Perć Akademików – pieszy szlak turystyczny w masywie Babiej Góry w Beskidzie Żywiecko-Orawskim. Znakowany na żółto, prowadzi ze Skrętu Ratowników, leżącego na Górnym Płaju w niewielkiej odległości od schroniska na Markowych Szczawinach, na szczyt Babiej Góry zwany Diablakiem. Szlak – mimo niewielkiej długości – jest jednym z najciekawszych i najtrudniejszych w polskich Beskidach. Wyznakowany został 11 czerwca 1925 roku przez Władysława Midowicza.
Szlak przebiega przez Babiogórski Park Narodowy. Podchodzi on na szczyt Babiej Góry od najbardziej stromej – północnej strony. Aby ułatwić poruszanie się tym szlakiem turystów zamontowano na nim w miejscu o największych trudnościach łańcuchy i klamry, co czyni go de facto jedynym takim szlakiem w Beskidach (na Głównym Szlaku Beskidzkim na odcinku Hala Słowianka – Hala Rysianka znajduje się około metrowej długości łańcuch). Szlak jest zamykany zimą ze względu na zagrożenie lawinowe. Perć Akademików jest szlakiem jednokierunkowym, przeznaczonym tylko do podchodzenia, o czym informuje stosowna tablica na szczycie Babiej Góry.
Najtrudniejszym miejscem na szlaku jest ośmiometrowej wysokości pionowa ściana o nazwie Czarny Dziób, na którą trzeba się wspiąć. Przejście to jest zabezpieczone łańcuchem i sześcioma klamrami. Znajduje się na wysokości około 1540 metrów nad poziomem morza.

## Historia
W roku 1894 Beskidenverein wyznaczyło kilka szlaków na Babiej Górze. Między innymi szlak żółty z Zawoi Czatoża do Markowych Szczawin. Po otwarciu w 1906 roku przez PTT schroniska na Markowych Szczawinach szlak został przemalowany przez Wawrzyńca Szkolnika w jednopaskowym systemie używanym wtedy przez PTT (patrz: szlak turystyczny). Jego barwa (żółta) została zachowana. W czerwcu roku 1925 szlak ten przemalował Władysław Midowicz na system dwupaskowy i jednocześnie przedłużył go na szczyt Babiej Góry. To właśnie ten odcinek (przedłużenie z Markowych Szczawin na szczyt Babiej Góry) jest obecnie nazywany „Percią Akademików”. Rok później W. Midowicz zmienił oznakowanie całego szlaku na system trójpaskowy, który po dziś dzień jest stosowany przez PTTK oraz m.in. przez sąsiednią Słowację.
Na oryginalnym drogowskazie z 1925 r. szlak nosi nazwę „Perć na Babią Górę”, używano też nazwy „Skalna Perć” i „Perć Taternicka”. W przewodniku profesora Kazimierza Sosnowskiego szlak nazwany został „Percią Taternicką”. Władysław Midowicz nadał mu nazwę „Perć Akademików”, obecnie nazywany jest „Akademicką Percią” – nazwa ta weszła do użytku po II wojnie światowej.

## Przebieg szlaku
| Odległość | Czas (h) | Wysokość (n.p.m.) | Atrakcje                                | Punkt                                        | Skrzyżowania szlaków |
| --------- | -------- | ----------------- | --------------------------------------- | -------------------------------------------- | --- |
| 0,0 km    | 0:00     | 1180 m            | · (muzeum turystyki górskiej)           | Schronisko PTTK na Markowych Szczawinach     | Główny Szlak Beskidzki im. Kazimierza Sosnowskiego – odchodzi w kierunku Przełęczy Krowiarki – odchodzi w kierunku Zawoi Markowa. – odchodzi w kierunku Zawoi Podryzowane – z Zawoi Czatoża do Lipnicy Wielkiej |
| 0,3 km    | 0:08     | 1195 m            | park narodowy                           | Skręt Partyzantów                            | |
| 0,9 km    | 0:25     | 1210 m            | park narodowy                           | Skręt Ratowników                             | odchodzi do Przełęczy Lipnickiej |
| 1,9 km    | 1:00     | 1480 m            | skały · park narodowy                   | Perć Akademików (Piarżysty Źleb)             | |
| 2,2 km    | 1:15     | 1530 m            | skały · park narodowy                   | Perć Akademików (łańcuchy) – ostre podejście | |
| 2,5 km    | 1:30     | 1725 m            | szczyt · punkt widokowy · park narodowy | Babia Góra – Diablak                         | Główny Szlak Beskidzki im. Kazimierza Sosnowskiego – z Mędralowej do Kiczor – na Małą Babią Górę |